# Wybrzeże Shackletona

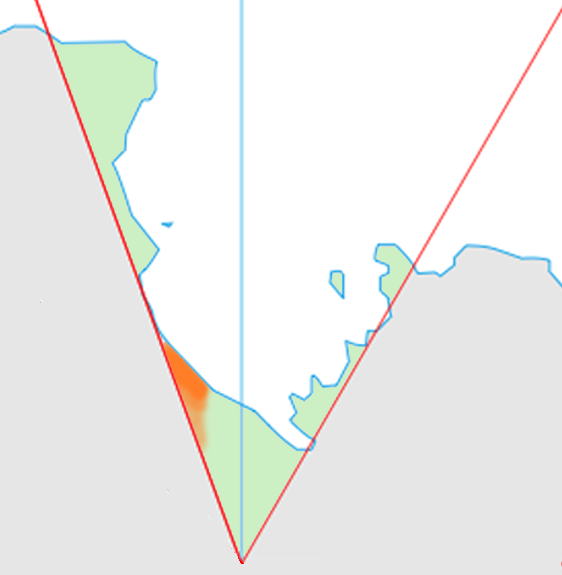
Położenie na mapie regionu Morza Rossa

Wybrzeże Shackletona (ang. Shackleton Coast) – część wybrzeża Antarktydy Wschodniej, po zachodniej stronie Lodowca Szelfowego Rossa.
Granice tego wybrzeża wyznaczają: od zachodu Cape Selborne (u ujścia Lodowca Byrda), oddzielający je od Hillary Coast, a od wschodu Airdrop Peak (u ujścia Lodowca Beardmore’a), za którym leży Dufek Coast. Nazwa upamiętnia polarnika Ernesta Shackletona, dowódcę trzech wypraw antarktycznych, który odkrył tę część lądu podczas ekspedycji w latach 1907-09.